# Ramsojaure
Ramsojaure är en sjö i Jokkmokks kommun i Lappland och ingår i Luleälvens huvudavrinningsområde. Ramsojaure ligger i Muddus Natura 2000-område.